# Minako Seki

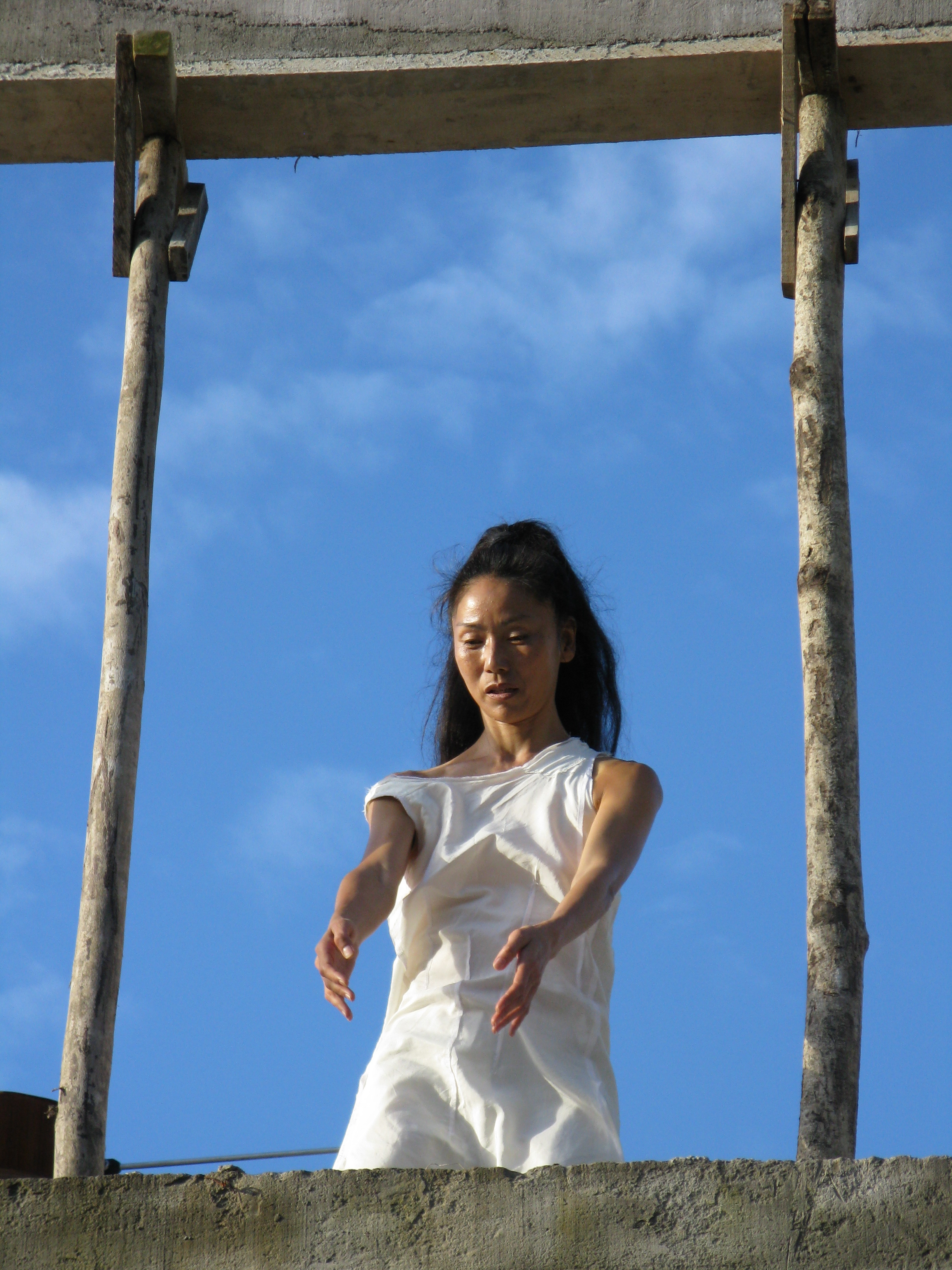
Minako Seki, Februar 2008

Minako Seki (japanisch 関 みな子, Seki Minako; * in Tomitsu, Präfektur Nagasaki) ist eine deutsch-japanische Tänzerin, Choreographin, Performancekünstlerin und Dozentin für zeitgenössischen Tanz. Sie ist Leiterin der Minako Seki Company und Co-Direktorin der Berlin Post School of Physical Theatre-Dance. Sie ist eine der Wegbereiterinnen des Butoh in Europa.

## Leben

### Ausbildung
Während ihrer Ausbildung zur Grundschullehrerin, Anfang der 1980er Jahre, begegnet Minako Seki erstmals dem modernen japanischen Theater und Ausdruckstanz. Nach Abschluss ihres Studiums 1983 nimmt sie ein zweijähriges Schauspiel- und Tanzstudium auf und schließt sich dem KSEC Ensemble in Nagoya an. Sie lernt zunächst bei Anzu Furukawa und Tetsuro Tamura und wird Mitglied der Tokioter Butoh Tanzcompagnie „DanceLoveMachine“, unter der Leitung von Maro Akaji.
Zusammen mit weiteren Ensemblemitgliedern der „DanceLoveMachine“ reist sie 1986 nach Europa, auf Einladung des Künstlerhauses Bethanien kommt sie 1987 nach Berlin, wo sie sich niederlässt und zusammen mit Delta Ra’i und Yumiko Yoshioka die Kompagnie „tatoeba-Théâtre Danse Grotesque“ gründet – dem bis dahin ersten japanisch-deutschen Butoh-Ensemble.
Seki vertiefte den distinkten Stil von „tatoeba“ in rund 50 Inszenierungen als Tänzerin, Choreographin und Regisseurin und erfuhr auf internationalen Bühnen Anerkennung für ihre Arbeit. Seit 1996 arbeitet sie erfolgreich international unter eigenem Namen, mit Basis in Berlin.

### Lehrtätigkeit
Neben ihrer künstlerischen Arbeit engagiert sie sich in der Lehre an Kunsthochschulen und Universitäten, Tanzwerkstätten und Kulturhäusern in ganz Europa, Asien, Südamerika und dem Mittleren Osten (u. a. langjährig in der Tanzfabrik/Berlin). Sie erhielt u. a. Lehraufträge am dänischen „teatret cantabile 2“ (School of Stage Arts, Vordingborg), an der staatlichen Akademi for Scenekunst und der Akademi for Figurteater in Norwegen, am Institut für angewandte Theaterwissenschaft in Gießen, an der Alanus Hochschule für Kunst und Gesellschaft in Alfter, sowie an der Folkwang Hochschule Essen (2010), der Universität Hamburg im Bereich Performance Studies und zuletzt 2013 an der Sommerakademie der Hochschule für Künste im Sozialen, Ottersberg. In den letzten 20 Jahren leitete sie Workshops in u. a. Santiago de Chile, Frankfurt/Main, London und Antwerpen, New York, Buenos Aires und San Francisco.

## Werk

### Stil
Sekis Tanzstil ist offen und vielschichtig, neben dem klassischen Butoh und weiteren Strömungen des modernen japanischen Ausdruckstanzes finden sich Elemente anderer Tanzformen wie Contact Dance, Breakdance, Capoeira, Tango und physical theatre in ihrer Arbeit wieder. Sie entwickelte eine eigene Tanztechnik, die sie „Dancing Between“ nennt. Der Raum des „Dazwischen“ ist dabei der eigentliche Ort der Handlung. Einem Gedankenspiel der Meditation entsprechend, nach dem es eine Aufgabe ist, den Raum zwischen zwei Gedanken zu finden, gibt es im Tanz Punkte, Schritte und Momente zwischen den Bewegungen.

„Es gibt diesen Zwischenraum. Zwischen zwei Punkten gibt es unendlich viele Punkte. So gehe ich mit dem Tanz um. Tanzen heißt Bewegung suchen. Mein Ziel ist es dabei über meine eigene Imagination eine Illusion für den Zuschauer zu schaffen. Wir alle leben in unseren jeweiligen Interpretationen der Welt. Daher möchte ich mit den Menschen, die meinen Tanz erleben, mittels dieser verschiedenen Interpretationen, kommunizieren.“

Der Tänzer hängt an einem virtuellen Faden im Raum, statt sich zu bewegen, wird er bewegt von Schwingungen zwischen Geozentrum und Universum.

### Sujets und künstlerischer Ansatz
Viele ihrer Stücke stehen auch thematisch in der Tradition des Butoh und sind untrennbar mit dessen performativen Körperkonzept verbunden. Der Körper als permeable Membran, in dem es keine eindeutige Trennung zwischen Innen- und Außenwelt gibt.
Inhaltlich befassen sich die Arbeiten mit existenziellen Grundfragen um Tod und Schmerz, Liebe und Zerstörung, aber auch mit dem Werden, der Ekstase und Metamorphose. Transformation, Prozessualität und Entwicklung sind Leitmotive in ihrer Arbeit.
Das Spiel mit der Ungewissheit vermeintlich distinkter Grenzen von Realität und Illusion, Bewusstsein und Unterbewusstem im physischen und immateriellen Sinne zieht sich wie ein roter Faden durch ihre Arbeit.
Der japanische Tänzer und Schriftsteller Tatsumi Hijikata beschreibt diese Verschränkung physischer, emotionaler und performativer Prozesse im Butoh: 

„Es ist etwas in unserem Unterbewusstsein verborgen, das in unserem unbewussten Körper gespeichert ist, das in jedem Detail unseres Ausdrucks erscheinen wird. Hier können wir die Zeit zurückdrehen, mit einer vom Tod geschickten Elastizität. Hier können wir Butoh finden, in der gleichen Weise wie wir unsere unsichtbare Realität finden können. Etwas kann in ein und demselben Moment geboren werden, erscheinen, leben und sterben.“

### Choreographien (Auswahl)
eigene Produktionen ab 1996
- 1999 imagine I für theatre imaginaire, Bremen
- 1999 SCHICHT, Solo, Gustav Gisiger (Visuals) und Zam Johnson (Musik)
- 2000 noisY garden, Solo, Musik von Zam Johnson
- 2001 EX ORIENTE LUX, Berlin mit Inga Schrader, Gustav Gisiger (Visuals) und Zam Johnson (Musik)
- 2002 Dancing Between, Urfassung als Trio mit Anita Barros Moreira, Yuko Kaseki, Zam Johnson (Musik)
- 2002 Glass Anatomies in Zusammenarbeit mit adapt, Berlin
- 2003 Tanzfondue, Tanzfabrik Berlin
- 2003 The Way to the Hidden Garden in Zusammenarbeit mit adapt, Sapporo/Japan
- 2003–2007 Dancing Between, Solo
- 2004 Zoom In, Improvisationsreihe, Berlin
- 2005 Borderless Split Brain, Berlin Werkstatt der Kulturen,
- 2006 Memories To Undressed Persons,[5] Stück für fünf Tänzer, Musik: Zam Johnson, Neue Nationalgalerie, Berlin
- 2007 Modulations, Trio
- 2008 Tenkai – Der Himmelsweg, Duo mit Willem Schulz
- 2008 The Undercover Elephant, Trio, physical theatre mit Elias Cohen, Nils Willers, Zam Johnson (Musik)
- 2009 Into Embodiment, Solo
- 2009 Second Sleep,[6] Duo (mit Willem Schulz, Arbeiten des Videokünstlers Chan-Sook Choi und Joon-Sik Shin)[7]
- 2010 DORODORO Quarks, Duo, Musik: Zam Johnson. In Kollaboration mit Yuko Kaseki and Co-Regisseur Marc Ates.
- 2011 Caos Sensible, Duo, Musik: Zam Johnson. Centro Cultura del Matadero, Huesca, Spain
- 2011 Far from Thought, Solo, Musik: Zam Johnson. Übersee-Museum Bremen
- 2011 Human Form 1, Solo, Musik: Zam Johnson. Museo de Caixa Forum/Barcelona
- 2011 Physical Meeting, Trio, Musik: Zam Johnson. in Zusammenarbeit mit Ming Poon and Gonzalo Catalinas. Mica Moca, Berlin
- 2012 Forming, Duo mit Ming Poon, Internationales Tanzfestival Ingolstadt sowie 2013: 100° Festival Berlin und XII. International Contemporary Dance Festival/Cadíz en Danza
- 2013 Insect, Solo, Diagonale 5/Gütersloh

Als (Gast-)Choreographin und künstlerische Leiterin
- 1996 Oper Die Endlösung von Peter Michael Hamel
- 1996 Homosapiens, teatret cantabile2/Dänemark
- 1997 Alzheimer, teatret cantabile2/Dänemark
- 1997 Dogman, teatret cantabile2/Dänemark
- 1997 Equinox Terminal, Antagon Theater/Frankfurt am Main
- 1997 Pentotal, teatret cantabile2/Dänemark
- 1998 Human Form, Antagon Theater/Frankfurt am Main
- 1998 Osmotic Cosmos
- 2009 vaYven, Teatro Oráculo/Chile
- 2010 1534, Hebbel am Ufer (HAU2)/Berlin, im Auftrag von Showcase Beat le Mot
- 2010 Die Bremer Stadtmusikanten, im Auftrag von Showcase Beat le Mot, Theater an der Parkaue/Berlin
- 2010 Le Cadavre Exquis, Commedia Futura Eisfabrik/Hannover

### Preise und Auszeichnungen (Auswahl)
- 2001 Kurt-Jooss-Preis Nominierung (Choreografie) Solostück „Schicht“
- 2001 „Bestes Solo“ in der Kategorie Tanz – euro-scene Leipzig Festival zeitgenössischen europäischen Theaters
- 1994 Max Ophüls Preis, Prädikat besonders wertvoll – Filmfestival Saarbrücken für Ju-ni hitoe oder das Entdecken der Seele
- 1993 Stipendiatin des Berliner Senats – Kulturförderung Berliner Künstlerinnen

### Bühnenbild und Kostüme
In ihren Inszenierungen kommt der Kleidung eine wichtige Rolle zu, sie ist wesentlicher Bestandteil der narrativen Aspekte des Bühnengeschehens. Seki greift dabei sowohl auf eigene Entwürfe zurück als auch auf Kostüme, die in enger Zusammenarbeit mit der deutsch-japanischen Kostümbildnerin und Künstlerin Mido Kawamura entstanden sind. Beide verbindet ein ähnlicher Raumbegriff und die Idee des Raums in den darstellenden Künsten.

### Musik
Seki arbeitet eng mit zeitgenössischen Musikern und Komponisten zusammen, viele ihrer Stücke wurden von Arbeiten des US-amerikanischen Musikers und Komponisten Zam Johnson begleitet.

### Ensemble und Kollaborationen
Minako Seki wirkte in diversen Tanzensembles mit, u. a. in DAIRAKUDAKAN, DanceLoveMachine, Tatoeba – Théâtre Danse Grotesque (1987–1996) mit Yumiko Yoshioka und Sayoko Onishi, seit 1997 ist Leiterin und Ensemblemitglied der Minako Seki Company.
Sekis Arbeit ist kunstübergreifend und stark interdisziplinär angelegt, sie arbeitete in der Vergangenheit mit renommierten Künstlern aus den Bereichen Tanz und Bildende Künste, mit Musikern und Kunstschaffenden aus anderen Disziplinen zusammen, u. a. mit Peter Michael Hamel, Sven Väth, Elliott Sharp, N.U. Unruh (Einstürzende Neubauten), Zam Johnson, Dudu Tucci, Nils Willers, Johannes Hitzblech, Gustav Gisiger, Nullo Facchini, Uwe Renken, Feridun Zaimoglu, Martin-Karl Wagner, Jens Winter, Yumiko Yoshioka, Schiller, Bremer Kammerorchester, Dani Karavan, Yuko Kaseki, Willem Schulz, Elias Cohen, Chansook Choi, Mi-Kuni, Miranda Markgraf, Ming Poon, Helmut Diez, Showcase – Beat le Mot uvm.

### Seki Method
Während der letzten 20 Jahre hat Minako Seki die Erfahrungen aus ihrer künstlerischen Arbeit und der intellektuellen Auseinandersetzung mit den eigenen Wurzeln, Erkenntnissen moderner Hirnforschung und klassischer asiatischer Denktraditionen in eine Trainingsmethode und eigene Bewegungssprache zusammengefasst.
Sie lehrt die Seki Method als eine Art ganzheitliche Achtsamkeitspraxis, über die Beobachtung und konkrete Erfahrung physikalischer Grundprinzipien am eigenen Körper greifbar gemacht werden sollen.
Die in der Praxis erlebbaren Gesetzmäßigkeiten des Körpers im Raum, wie z. B. die Einwirkung der Schwerkraft – Fallen, Hängen, Fließen – zielen auf eine offene, sensibilisierte Wahrnehmung des eigenen Körpers ab. Durch die Wahrnehmungsschulung soll nicht zuletzt die künstliche Trennung von Körper und Geist, linker und rechter Hirnhälfte im künstlerischen Schaffensprozess aufgehoben werden.
Ein Schlüsselbegriff für das Verständnis der Methode ist das Konzept der Tan-Den-Energie. Tan-Den (in der TCM Dan-Tian) ist ein Energiepunkt im Bereich des Bauches/Hara (腹, Bauch, Magen), in der traditionellen japanischen Medizin verkörpert er das „Zentrum des Seins“ und ist gleichzeitig Sitz der Seele.
Nicht nur in den japanischen Kampfkünsten wie dem Aikidō wird die Bedeutung des Körperzentrums als Kraftpunkt betont, in Atemübungen wird die Aufmerksamkeit gezielt auf Hara/Tan-Den gelenkt und als Ausgangspunkt und Ursprung der Bewegung betrachtet.
Wie im Butoh finden sich auch in der Seki Methode therapeutische Aspekte, deren Prinzipien sich auf andere Arten körperlichen Ausdrucks (Tanz, Schauspiel, Bewegungstherapie, Motopädie etc.) übertragen lassen. Anklänge davon finden sich in diversen traditionellen, asiatischen Praktiken wieder (Yoga, Tàijí Quán, Qigong).

## Filmographie
- 2012 Minako Seki. Dokumentarfilm von Nicolas Clément, Kathy Contreras Manzanilla, Trailer
- 2005 Hiroshima. The Bomb, Who Changed the World. (BBC/ZDF), Kurzdokumentarfilm von Paul Wilmshurst
- 1997 The Silent Clips. Lacrimosa. Kurzfilm (Choreographie)
- 1994 Ju-Ni Hitoe oder die Entdeckung der Seele. Regie: Jutta Ohlenberg. (Darstellerin und Choreographie)
- 1993–2005 Musikkurzfilme. Lacrimosa, Videos (Choreographie)